# Chesterfield County (Virginia)
Chesterfield County ist ein County im Bundesstaat Virginia der Vereinigten Staaten. Bei der Volkszählung im Jahr 2020 hatte das County 364.548 Einwohner und eine Bevölkerungsdichte von 330,5 Einwohnern pro Quadratkilometer. Der Verwaltungssitz (County Seat) ist Chesterfield.

## Geographie
Chesterfield County liegt im mittleren Osten von Virginia und hat eine Fläche von 1132 Quadratkilometern, wovon 29 Quadratkilometer Wasserfläche sind. Es grenzt im Uhrzeigersinn an folgende Countys: Henrico County, Charles City County, Prince George County, Dinwiddie County, Amelia County, Powhatan County und Goochland County.

## Geschichte

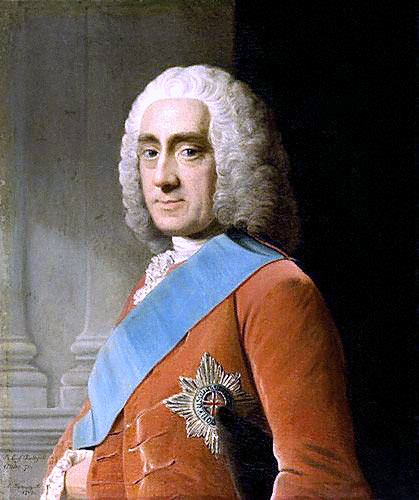
4th Earl of Chesterfield

1634 ordnete der König von England an, dass die Virginia-Kolonie in 8 shires aufzuteilen sei. Eines davon war das Henrico County. Am 25. Mai 1749 wurde das County aus Teilen des Henrico County gebildet. Benannt wurde es nach Philip Stanhope, 4. Earl of Chesterfield. 1831 wurde die erste Eisenbahnlinie, die Chesterfield Railroad gebaut. Die Zigarettenmarke Chesterfield wurde nach diesem County benannt, da es ehemals ein Zentrum des Tabakanbaus war.

## Demografische Daten

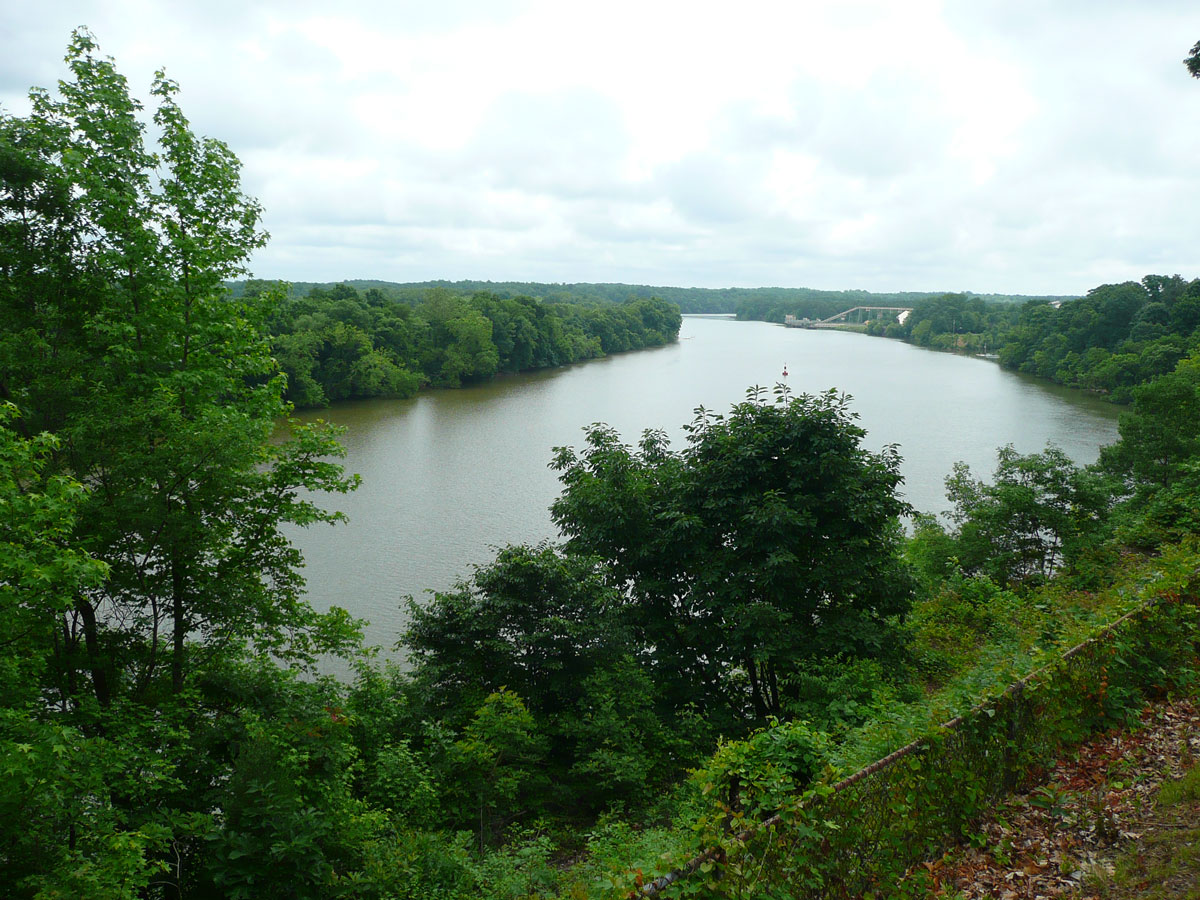
Blich auf den James River von Drewry's Bluff aus

Alterspyramide des Chesterfield County (2006)

Nach den Angaben des United States Census 2000 lebten im Chesterfield County 259.903 Menschen in 93.772 Haushalten und 72.110 Familien. Die Bevölkerungsdichte betrug 236 Einwohner pro Quadratkilometer. Ethnisch betrachtet setzte sich die Bevölkerung zusammen aus 76,74 Prozent Weißen, 17,77 Prozent Afroamerikanern, 0,33 Prozent amerikanischen Ureinwohnern, 2,37 Prozent Asiaten, 0,04 Prozent Bewohnern aus dem pazifischen Inselraum und 1,34 Prozent aus anderen ethnischen Gruppen; 1,41 Prozent stammten von zwei oder mehr Ethnien ab. 2,93 Prozent der Bevölkerung waren spanischer oder lateinamerikanischer Abstammung.
Von den 93.772 Haushalten hatten 40,7 Prozent Kinder und Jugendliche unter 18 Jahre, die bei ihnen lebten. 62,2 Prozent waren verheiratete, zusammenlebende Paare, 11,2 Prozent waren allein erziehende Mütter, 23,1 Prozent waren keine Familien, 18,5 Prozent waren Singlehaushalte und in 4,8 Prozent lebten Menschen im Alter von 65 Jahren oder darüber. Die Durchschnittshaushaltsgröße betrug 2,73 und die durchschnittliche Familiengröße lag bei 3,11 Personen.
Auf das gesamte County bezogen setzte sich die Bevölkerung zusammen aus 28,3 Prozent Einwohnern unter 18 Jahren, 7,7 Prozent zwischen 18 und 24 Jahren, 31,2 Prozent zwischen 25 und 44 Jahren, 24,9 Prozent zwischen 45 und 64 Jahren und 8,1 Prozent waren 65 Jahre alt oder darüber. Das Durchschnittsalter betrug 36 Jahre. Auf 100 weibliche Personen kamen 95,0 männliche Personen. Auf 100 Frauen im Alter von 18 Jahren oder darüber kamen statistisch 91,3 Männer.

Das jährliche Durchschnittseinkommen eines Haushalts betrug 58.537 USD, das Durchschnittseinkommen der Familien betrug 65.058 USD. Männer hatten ein Durchschnittseinkommen von 43.030 USD, Frauen 30.518 USD. Das Prokopfeinkommen betrug 25.286 USD. 3,3 Prozent der Familien und 4,5 Prozent der Bevölkerung lebten unterhalb der Armutsgrenze. Davon waren 5,6 Prozent Kinder oder Jugendliche unter 18 Jahre und 3,4 Prozent waren Menschen über 65 Jahre.

## Sehenswürdigkeiten
- Chester Presbyterian Church, gelistet im National Register of Historic Places